# Holzfeld (Bezirksamt Altötting)
Holzfeld ist eine ehemalige Gemeinde im Bezirksamt Altötting. Das ehemalige Dorf Holzfeld ist heute eine Stadtlage in der Burghauser Neustadt im Umfeld der Elisabethstraße, der Wacker- und Johannes-Hess-Straße und des nach dem Dorf benannten Holzfelder Wegs. Abgesehen vom Straßennamen ist der Ortsname nicht mehr gebräuchlich.

## Geschichte
Holzfeld war im 17. und 18. Jahrhundert eines der fünf Ämter des Forstgerichts Neuötting. Mit dem Gemeindeedikt wurde das Amt in eine Gemeinde umgewandelt. Sie bestand aus den Ortsteilen Holzfeld, Niederholz und Öd. Die Einwohnerzahlen der Gemeinde bewegten sich zwischen 155 (1852) uns 219 (1919), die Gemeindefläche betrug 333,67 Hektar. Holzfeld hatte weder eine eigene Schule noch eine eigene Pfarrgemeinde, die entsprechenden Aufgaben wurden für Holzfeld von Burghausen, für Niederholz und Öd von Mehring übernommen. Am 1. Januar 1921 wurde die Gemeinde Holzfeld aufgelöst, Niederholz und Öd nach Mehring und Holzfeld nach Burghausen eingemeindet. Bei der Volkszählung 1925 wurde der Ort Holzfeld als Dorf der Stadt Burghausen mit 97 Einwohnern in 21 Wohngebäuden beschrieben., seit der Zählung im Jahr 1950 wurden die Einwohnerzahlen nicht mehr getrennt von Burghausen erfasst und 1961 wurde der Ort als "mit Burghausen verbunden" beschrieben.